# Inge Heijbroek
Inge Heijbroek   (Hilversum, 12 d'octubre de 1915 - Dublín, 9 de febrer de 1956) va ser un jugador d'hoquei sobre herba neerlandès que va competir durant la dècada de 1930.
El 1936 va prendre part en els Jocs Olímpics de Berlín, on va guanyar la medalla de bronze com a membre de l'equip neerlandès en la competició d'hoquei sobre herba.